# Miracle on Evergreen Terrace
Miracle on Evergreen Terrace é o décimo episódio da nona temporada da série de animação norte-americana The Simpsons. Foi exibido originalmente pela Fox Broadcasting Company na noite de 21 de dezembro de 1997. No episódio, Bart acidentalmente arruína o Natal da família Simpson após incendiar a árvore e todos os presentes. Foi escrito por Ron Hauge, dirigido por Bob Anderson e apresenta Alex Trebek como a estrela convidada, interpretando ele mesmo. Ron se inspirou em escrever o episódio após saber que um orfanato havia sido furtado.
O episódio foi assistido por cerca de 9,6 milhões de domicílios, sendo o segundo programa de maior audiência da Fox nessa semana, segundo as estatísticas publicadas pelo serviço de mediação de audiências Nielsen Ratings. Além disso, foi recebido com opiniões mistas a partir dos analistas especializados em televisão.

## Produção
O roteirista Ron Hauge contou que teve a ideia para o episódio enquanto ouvia o rádio, dentro do carro, onde recebeu a notícia de que um orfanato havia sido assaltado. Os espectadores nas arquibancadas durante os sonhos de Bart são vários animadores. Quando Krusty diz -"15,000 Missoulians" é uma referência a Ron Hauge ter vivido Missoula, Montana. Este episódio foi um dos primeiros da série a ser classificado como TV-G (recomendado para todos os públicos).

## Enredo
Homer e Marge vão às compras de Natal em um shopping da cidade, onde os clientes estão em grande número a procura dos brinquedos mais populares. Para "driblar" a fila, Homer se passa por um caixa da loja, e adquire presentes que os outros clientes estavam a comprar.
Na véspera de Natal, Marge confisca todos os despertadores em cada quarto, e decreta que ninguém pode abrir os presentes até 07:00. No entanto, Bart, contando com um velho truque indiano, bebe 12 copos de água, a fim de acordar cedo para ir ao banheiro. Ele acorda às 5:04 e secretamente desembrulha seus presentes. Um dos presentes é um caminhão de bombeiros de controle remoto, o cobiçado Inferno Buster 3000. Bart se diverte brincando com o caminhão, até que pulveriza a água em uma tomada elétrica sobrecarregada, e acidentalmente incendeia a árvore e todos os presentes abaixo dela. Bart consegue apagar o fogo antes que se espalhe, e esconde a árvore carbonizada sob a neve no quintal da frente.
Já pela manhã, às 7:01, a família surpreende-se ao chegar na sala e não encontrar a árvore e os presentes. Bart chega depois e é questionado por Marge sobre o que aconteceu. Ele diz que presenciou um furto em andamento, e que o suspeito fugiu com a árvore e todos os presentes da família. A polícia investiga e Kent Brockman decide produzir uma reportagem de "interesse humano".
Após a reportagem de Brockman ir ao ar, a população de Springfield demonstra piedade pela família Simpson, e doa US$ 15.000,00 e uma árvore de Natal nova. Usando o dinheiro, Homer compra um carro novo, mas acaba envolvendo-se em um acidente posteriormente.
Na manhã seguinte, a consciência de Bart faz ele admitir a verdade, o que leva Homer e Lisa a sufocá-lo. Logo, Kent Brockman e a equipe de reportagem do Canal 6 chegam a casa da família, e produzem uma reportagem ao vivo. A história se desenrola rapidamente quando um operador de câmara, com a ajuda do Ajudante de Papai Noel, encontra os restos queimados da árvore de Natal. A família é forçada a explicar o acontecido, mas é tarde demais para os telespectadores, que estão em fúria ao saberem que foram enganados.
Marge busca uma alternativa de tentar ganhar dinheiro, e inscreve-se no programa Jeopardy!. Porém, seu desempenho é muito fraco, e ela termina o jogo com um saldo negativo de -5.200 dólares. Após o show, Alex Trebek e dois homens abordam a família Simpson, exigindo que eles paguem a quantia que Marge está devendo. Felizmente a família consegue fugir. Quando chegam em casa, a família se depara com uma sequência de furtos dos cidadãos de Springfield, como forma de perdoar a dívida da família. No fim, a família luta por um pano esfarrapado—a única coisa que lhes restam.

## Referências culturais

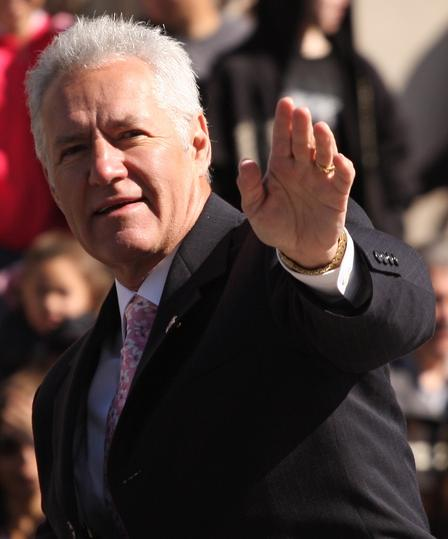
Marge participa do programa Jeopardy!, e o apresentador Alex Trebek (na foto) é o convidado especial do episódio, interpretando ele mesmo.